# Michal Baránek (fotbalista, 1958)
Michal Baránek (* 28. listopadu 1958) je bývalý slovenský fotbalista.

## Fotbalová kariéra
V československé lize hrál za Tatran Prešov. Nastoupil ve 2 ligových utkáních. Gól v lize nedal.

## Ligová bilance
| Ročník                                   | Zápasy | Góly | Minuty | Klub          |
| ---------------------------------------- | ------ | ---- | ------ | ------------- |
| 1. československá fotbalová liga 1978/79 | 2      | 0    | 158    | Tatran Prešov |
| CELKEM 1. liga                           | 2      | 0    | 158    |               |